# Gorgonia venosa
Gorgonia venosa är en korallart som beskrevs av Achille Valenciennes 1855. Gorgonia venosa ingår i släktet Gorgonia och familjen Gorgoniidae. Inga underarter finns listade i Catalogue of Life.